# 余述生
余述生（1915年—1993年），河南省新县泗店乡人，中国人民解放军将领、中国人民解放军开国少将。
1955年，授予中国人民解放军少将。1955年5月至1969年3月，任中国人民解放军成都军区政治部主任。